# Gnome-Rhône 9K
O Gnome-Rhône 9K Mistral foi um motor radial aeronáutico de nove cilindros refrigerado a ar que iniciou como uma versão aumentada do modelo Gnome-Rhône 7K com dois cilindros extras.

## Design e desenvolvimento
O Gnome-Rhône 7K em si era uma versão aumentada do Gnome-Rhône 5K que era uma versão licenciada do motor britânico Bristol Titan. Um re-design dos cilindros era indicado pelo sufixo K. O 9K foi sucedido pelo maior e mais potente motor de 14 cilindros de duas linhas Gnome-Rhône 14K.
O 9K foi licenciado pela companhia húngara Weiss Manfréd Repülogép- és Motorgyár Rt. (WM Rt., fábrica de motores aeronáuticos Manfred Weiss). O motor foi utilizado com sucesso nos aviões MÁVAG Héja e no Weiss WM-21 Sólyom. O 9K também foi produzido na União Soviética como M-75 no GAZ-29 em Zaporizhzhya. Sendo somente poucos produzidos e depois substituídos em favor do M-25 uma variante do Wright Cyclone e o M-85 uma versão do Gnome-Rhône 14K Mistral Major.

## Variantes
- 9K
- 9Kbr
- 9Kdr
- 9Kdrs
- 9Kers
- 9Kfr
- I.A.R. 9KIc40

Versão de produção licenciada para a empresa romena Industria Aeronautică Română (IAR)

## Aplicações
- Breguet Calcutta
- IAR-15
- Loire 70
- Morane-Saulnier M.S.225
- Savoia-Marchetti S.73 (versão licenciada Piaggio Stella P.IX)
- Savoia-Marchetti SM.81 (versão licenciada Piaggio Stella P.IX)
- SNCAC NC.510
- Wibault 313
- Wibault 365